# Tourist Guy
Tourist Guy (chico turista en español) es un alias de una fotografía falsa que muestra a un turista parado en la plataforma de observación a la cabeza de una de las Torres Gemelas de Nueva York, detrás de la cual aparece un avión de pasajeros volando hacia el edificio, con la marca de tiempo digital en la foto que muestra la fecha del ataque de las Torres Gemelas. Se adjunta una historia emocionante a la foto, según la cual la cámara del turista se encontró en ruinas, y probablemente fue tomada un momento antes de la primera colisión en las torres. La fotografía se distribuyó después del ataque por correo electrónico.
En noviembre de 2001, el sitio web de Wired reveló la identidad del "turista" en la foto: Péter Guzli, un estudiante de 25 años de Hungría. Después del ataque a las Torres Gemelas, Guzli localizó una fotografía de él en el observatorio en una de las torres cuatro años antes del ataque. En la parte superior de la fotografía, se pegó una imagen de un avión, creando así la ilusión de que la imagen fue tomada segundos antes de que el avión chocara con la torre. Aunque envió la foto a un puñado de amigos como una broma privada, su imagen se convirtió en un fenómeno de internet y con los años se convirtió en una fuente de imitaciones y "memes" de internet.

## Inconsistencias
La Hoaxapedia de la enciclopedia en línea del Museum of Hoaxes enumeró algunas de las inconsistencias que finalmente confirmaron que la fotografía era un engaño. Estos incluyen:
1. Dada la situación, una cámara estándar será destruida después de caer desde tanta altura.[7]
2. Las temperaturas en el día del ataque fueron relativamente altas y el clima era verano, pero el "turista" estaba vestido con ropa de invierno y llevaba un gorro de lana.[7]
3. El avión que golpeó la torre sur vino del sur, pero la imagen muestra que el avión venía del norte.[7]
4. Una terraza de observación solo existía en la torre sur, sin embargo, la torre norte es la que fue golpeada primero. Por lo tanto, es poco probable que una persona sea fotografiada cómodamente después de que un avión golpeó la torre cercana poco antes.[7]
5. Los aviones que golpearon las Torres Gemelas eran Boeing 767, mientras que el avión en la foto es un Boeing 757.[7]
6. El avión golpeó la torre sur a las 9:03 a. m., mientras que la plataforma de observación, donde se filmó el "turista", se abre a los visitantes solo a partir de las 9:30 de la mañana.[7]
7. Se dio prueba de falsificación después de que se descubrió que la imagen del Boeing 757-223 de American Airlines fue tomada por el fotógrafo Jonathan Durban y disponible en airliners.net, entre otros sitios.[8]
8. La imagen mal fechada parece haber sido editada en un programa de pintura, en lugar de una cámara real.
9. Las sombras de ciertos elementos no se proyectan correctamente en la foto. Esto prueba que la imagen fue editada, ya que ciertos objetos en la imagen no proyectan sombras correspondientes a las mismas fuentes de luz en la imagen.[9]

### Identidad
En noviembre de 2001, un empresario brasileño llamado José Roberto Fentado afirmó ser el "turista" de la foto. Aunque negó haber sido fotografiado en la plataforma de observación en las Torres Gemelas, notó que se parecía a la persona en la foto y que sus amigos podían haber editado la foto pegando su rostro en el cuerpo de otra persona. Después de que su nombre fuera publicado en los medios, Fentado fue invitado a participar en un anuncio de la compañía Volkswagen, que finalmente decidió rechazar la propuesta por temor a que la compañía fuera identificada con el ataque a las Torres Gemelas.
Unas semanas más tarde, amigos de un estudiante húngaro de 25 años llamado Péter Guzli revelaron que él era el verdadero "turista" de la foto. A pesar de la exposición inicial, Guzli señaló que no estaba interesado en la exposición a los medios y ni siquiera reveló su apellido. Guzli tomó la foto en cuestión el 28 de noviembre de 1997 durante una visita a Nueva York. Después del ataque a las Torres Gemelas en septiembre de 2001, Guzli editó la imagen agregando la fotografía del avión y cambiando la marca de tiempo al 11 de septiembre de 2001, el día del ataque.
Guzli notó que la edición de fotos se realizó en privado y fue para los ojos de sus amigos solamente y no creía que recibiría un eco tan amplio en los medios. Inicialmente, Guzli envió la imagen original y varias otras imágenes de esa visita a un sitio web húngaro como prueba. Posteriormente, se examinó la imagen en el sitio Wired y se concluyó que los comentarios de Guzli eran correctos.